# پاونه دل ملا
پاوُنه دل ملا (به ایتالیایی: Pavone del Mella) یک کومونه در ایتالیا است که در استان برشا واقع شده‌است. پاونه دل ملا ۱۱ کیلومتر مربع مساحت و ۲٬۸۵۰ نفر جمعیت دارد.